# 麥克斯·蒙西
麥克斯威爾·史蒂文·蒙西（英語：Maxwell Steven Muncy，1990年8月25日—），為美國職棒大聯盟的內野手，目前效力於洛杉磯道奇。他在2015年和2016年曾效力於奧克蘭運動家。

## 職業生涯

### 奧克蘭運動家
2012年美國職棒大聯盟選秀，運動家隊在第5輪選進了蒙西。該年他從1A開季，打擊率2成75。2013年，他在高階1A、2A合計2成73的打擊率，25轟100分打點。該年球季結束，他也在秋季聯盟出賽。2014年蒙西回到2A。
2015年，蒙西升上3A。2015年4月25日，因為當時運動家隊的內野手本·佐布里斯特進入傷兵名單，蒙西因此升上大聯盟。5月17日，蒙西擊出大聯盟首安。該年他出賽45場，打擊率2成06。2016年，蒙西在3A與大聯盟之間來回。該年他在運動家只出賽51場，打擊率僅1成86。2017年春訓結束後，蒙西遭到運動家隊釋出。

### 洛杉磯道奇
2017年4月27日，蒙西與道奇隊簽下小聯盟合約。該年他沒有升上大聯盟，他在3A出賽109場，打擊率3成09，12轟44分打點。
2018年4月17日，道奇隊將蒙西拉上大聯盟。他只花了183個打數就擊出20轟，締造了隊史最快紀錄。
2018年美國職棒大聯盟全明星賽，蒙西進入了明星賽最終投票，不過最後他只拿到第三名。該年他還參加了全壘打大賽，他在第一輪擊敗了哈維爾·巴耶茲，不過在第二輪輸給了布萊斯·哈波。
該年他出賽137場，35轟是道奇球員最多，79分打點在球隊也排名第二。2018年世界大賽第3場，兩隊鏖戰到13局時，蒙西跑回追平分。最後他在18局下擊出再見全壘打，才結束了這場耗時7小時20分鐘的比賽。
2019年全明星賽，因為國民隊三壘手安東尼·倫登受傷，因此蒙西補上了他的空缺，達成他生涯首度入選明星賽。
2019年8月30日，蒙西因為手腕受傷而進入傷兵名單。

## 外部連結
- 球員資訊和成績在MLB ，ESPN ，Baseball Reference ，Fangraphs ，The Baseball Cube ，Baseball Reference (Minors) ，Retrosheet ，Baseball Almanac （英文）
- 麥克斯·蒙西的X（前Twitter）
- 麥克斯·蒙西的Instagram帳戶